# Kurt Garger
Kurt Garger (* 15. September 1960 in Strem, Burgenland) ist ein ehemaliger österreichischer Fußballspieler, der als Verteidiger spielte, als Fußballtrainer aktiv war und derzeit als Sportdirektor und TV-Moderator tätig ist.

## Karriere
Seine Jugend verbrachte Kurt Garger bis 1979 beim SV Güssing, von wo er zum SK Rapid Wien wechselte. Dort blieb er bis 1989 und spielte 254 Ligaspiele, 36 Cupspiele und 38 internationale Spiele für den Verein. 1994 kehrte er für eine Saison zu Rapid zurück. Nach vier Meistertiteln und fünf Erfolgen im Cup wechselte er nach Innsbruck zum FC Tirol, mit dem er zwei Meistertitel erreichte und einmal den Cup holte. Die nächste Station war der SV Austria Salzburg, wo er einen Meistertitel erreichen konnte. Die Highlights in seiner Spielerkarriere waren die zwei europäischen Cupfinale (1985 Europapokal der Pokalsieger mit Rapid und 1994 UEFA-Cup Finale mit SV Austria Salzburg). Er ließ seine aktive Karriere als Spielertrainer beim SV Gerasdorf ausklingen. Trotz seiner beachtlichen Titelsammlung spielte er nur ein Mal, im Jahr 1991, im österreichischen Nationalteam.
Nach seiner aktiven Zeit wurde er Trainer bei verschiedenen österreichischen Vereinen (SV Gerasdorf, Admira/Wacker, Vienna, SC Eisenstadt, SC-ESV Parndorf 1919, TSV Hartberg), sowie in Deutschland (FSV Frankfurt) und in der Slowakei (DAC Dunajská Streda). Von  2012 bis 2016 war er als Sportdirektor bei Vienna tätig, dabei übernahm er in der Saison 2013/14 auch den Trainerposten. Nach einer Saison beim SV Stripfing wechselte er 2017 zum chinesischen Zweitligisten Yunnan Flying Tigers.

## Erfolge
- 4 × Österreichischer Meister (1982, 1983, 1987, 1988) mit SK Rapid Wien
- 2 × Österreichischer Meister (1989, 1990) mit FC Tirol
- 1 × Österreichischer Meister (1994) mit SV Austria Salzburg
- 5 × Österreichischer Cupsieger (1983, 1984, 1985, 1987, 1995)  mit SK Rapid Wien
- 1 × Österreichischer Cupsieger (1989) mit FC Tirol
- 1 × Finale im Europacup der Cupsieger (1985) mit SK Rapid Wien
- 1 × Finale im UEFA-Cup (1994) mit SV Austria Salzburg[1][2]